# Johann Christoph Friedrich Bach
Johann Christoph Friedrich Bach (ur. 21 czerwca 1732 w Lipsku, zm. 26 stycznia 1795 w Bückeburgu) – kompozytor niemiecki.
Dziewiąty syn Johanna Sebastiana Bacha; jego matką była Anna Magdalena, druga żona kompozytora. Johann Christoph Friedrich studiował najpierw prawo, potem muzykę.
Był nadwornym kapelmistrzem miasta Bückeburga dlatego znany też jest jako „Bach Bückeburski”.  
Komponował sonaty fortepianowe, motety, oratoria i kantaty, utwory kameralne i solowe. Najbardziej znaną kompozycją jest Wskrzeszenia Łazarza (Die Auferweckung Lazarus) z 1773 roku.